# هنري دبليو. كلون
هنري دبليو. كلون (بالإنجليزية: Henry W Clune)‏ هو صحفي أمريكي، ولد في 8 فبراير 1890، وتوفي في 9 أكتوبر 1995.